# Lustbronn (Bad Mergentheim)
Lustbronn ist eine Kleinsiedlung auf der Gemarkung des Bad Mergentheimer Stadtteils Stuppach im Main-Tauber-Kreis im Nordosten Baden-Württembergs.

## Geschichte
Um das Jahr 1250 wurde der Ort erstmals urkundlich erwähnt, als von einem Bertholdus de Luzzenbrunnen gesprochen wurde. 1281 folgte eine weitere Erwähnung als Luogesbrunnen.
Am 15. Februar 1972 wurde Stuppach (mit den zugehörigen Wohnplätzen Lustbronn und Lillstadt) gemeinsam mit Rengershausen in die Stadt Bad Mergentheim eingegliedert. Als am 1. Januar 1973 im Rahmen der baden-württembergischen Kreisreform der Landkreis Mergentheim aufgelöst wurde, gehörte Lustbronn in der Folge zum neu gebildeten Tauberkreis, der am 1. Januar 1974 seinen heutigen Namen Main-Tauber-Kreis erhielt.

## Verkehr

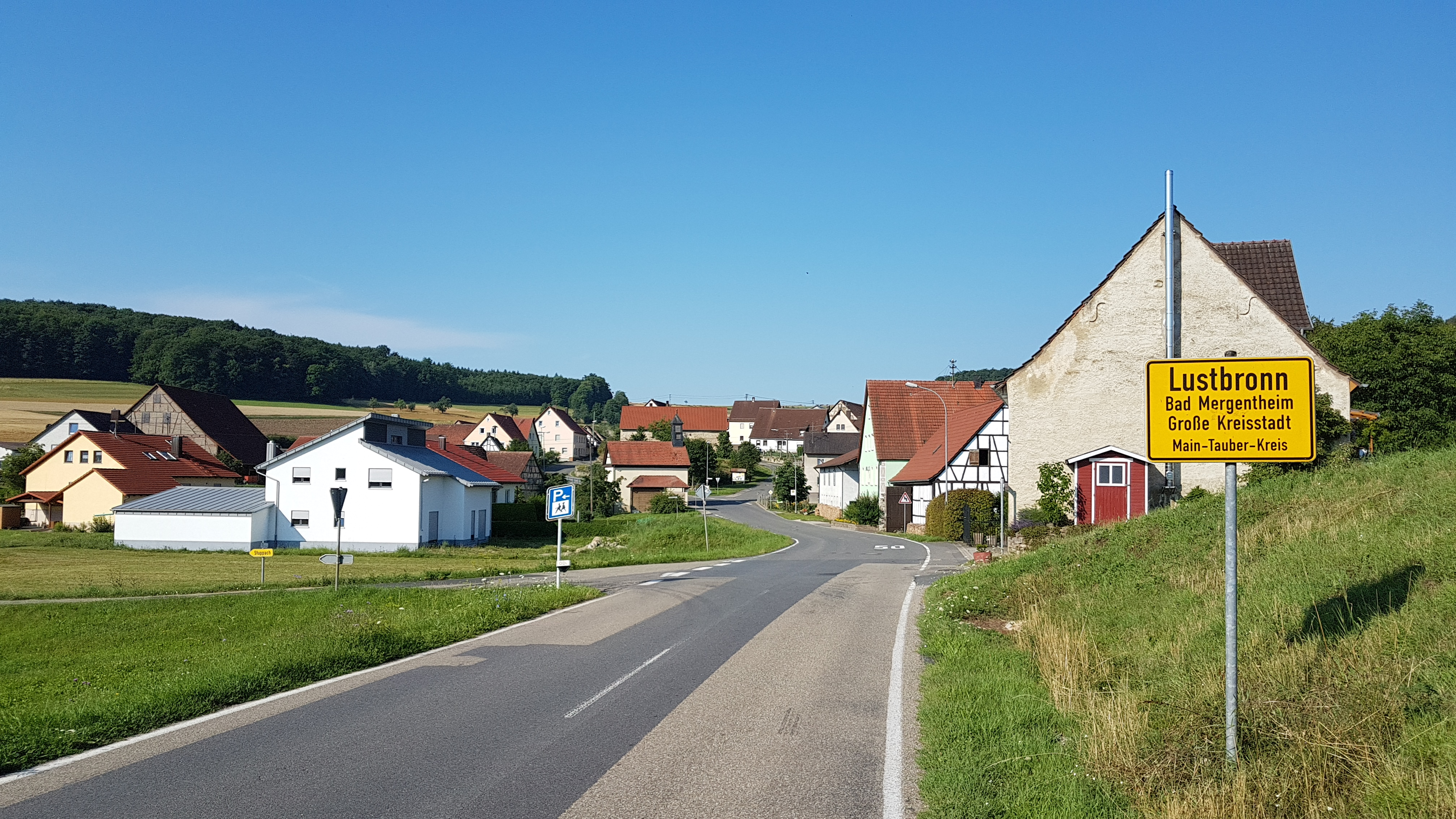
Ortsdurchfahrt, 2017